# Mikiko Miki
Mikiko Miki (三輝みきこ Miki Mikiko?) (Tokio, Japón; 9 de julio de 1961) es una actriz japonesa, que tuvo roles en los Super Sentai series como la Comandante Aya Odagiri ("Chōkan") en Chōjin Sentai Jetman, en la que quizá sea su papel más conocido y posteriormente como la madre de Koshinsei Kō en Gosei Sentai Dairanger.

## Filmografía

### Roles TV
- Dennou Keisatsu Cybercop (1988-1989): Oficial ZAC Muho Asakuza
- Chōjin Sentai Jetman (1991-1992): Comandante Aya Odagiri (小田切綾長官 Odagiri Aya-chōkan?)
- Gosei Sentai Dairanger (1993-1994): Madre de Koshinsei Kō
- Chōriki Sentai Ohranger (1995-1996): Madre de Masao (episodio 29)[1]
- Jirai wo Fundara Sayonara (1999)
- Kamen Rider Ex-Aid (2016): Doctor

### Roles de doblaje
- Stargate SG-1 (Janet Fraiser)